# Johann Wuwer
Johann „Hans“ Wuwer (* 23. Juli 1922 in Gladbeck; † 11. Juli 2009) war ein deutscher Volkswirt und Politiker (SPD). Er war von 1965 bis 1980 Mitglied des Deutschen Bundestages und von 1963 bis 1965 Oberbürgermeister der Stadt Gladbeck.

## Leben und Beruf
Hans Wuwer wurde geboren als Sohn des im Gladbecker Stadtteil Brauck lebenden Bergmannes Johann „Hans“ Wuwer (1899–1927), der sich im Frühjahr 1920 der Roten Ruhrarmee angeschlossen hatte. Nach dem frühen Tod des Vaters besuchte er zunächst die örtliche Volksschule und anschließend das Franziskaner-Missionskolleg St. Antonius Bardel, absolvierte 1940 das Abitur am Humanistischen Gymnasium in Gelsenkirchen und leistete für einige Zeit Reichsarbeitsdienst, bevor er als Soldat am Zweiten Weltkrieg teilnahm. Nach dem Kriegsende arbeitete er vier Monate im Braunkohlenbergwerk Zipsendorf. 1946 nahm er ein Studium der Volkswirtschaft an der Universität Köln auf, das er 1949 mit dem Examen als Diplom-Volkswirt beendete.
Wuwer schloss sich 1946 der IG Bergbau und Energie an. Er war von 1950 bis 1952 bei der Mathias Stinnes AG, dem Statistischen Landesamt Nordrhein-Westfalen und in der Revisionsabteilung der Hüttenwerk Ruhrort-Meiderich AG beschäftigt. 1952 wechselte er als Prokurist zur Rheinstahl Bergbau AG, avancierte 1967 zum Arbeitsdirektor und wurde 1970 Vorstandsmitglied des Unternehmens. Seit 1976 war er außerdem Vorstandsmitglied der Thyssen Energie GmbH.

## Partei
Wuwer war seit 1950 Mitglied der SPD.

## Abgeordneter
Wuwer war Ratsmitglied der Stadt Gladbeck. Im Zuge der kommunalen Neugliederung wirkte er vom 1. Januar bis zum 4. Mai 1975 als Beauftragter für die Aufgaben des Rates der Stadt Bottrop/Gladbeck/Kirchhellen. Dem Deutschen Bundestag gehörte er von 1965 bis 1980 an. Im Parlament vertrat er den Wahlkreis Bottrop - Gladbeck.

## Öffentliches Amt
Vom 29. März 1963 bis zum 17. Oktober 1965 war Wuwer Oberbürgermeister der Stadt Gladbeck.